# Dirty rap
Dirty rap (también conocido como porno rap, porn rap o sex rap, y traducido al español como "rap sucio") es un sub-género de la música hip hop con contenido que gira principalmente alrededor de temas sexualmente sugestivos. Las letras son sobre explícitas y gráficas, llegando a menudo al punto de ser muy grotescas o en extremo ofensivas. Históricamente, el dirty rap contenía a menudo un sonido grave, el cual surgió de los inicios del rap en Miami. Aun así, este género recientemente ha sido fuertemente influido por Baltimore club, Ghetto house, y ghettotech. Muchas de las canciones han sido utilizadas como bandas sonoras de películas pornográficas en los 2000, reemplazando el porn groove tradicional.

## Dirty rapcontemporáneo
El dirty rap era un subgénero popular en los 90s y 2000, particularmente en el hip hop sureño. Luke Campbell de 2 Live Crew continúa produciendo dirty rap como solista.

Kool Keith describió el contenido lírico de su álbum de 1997 Sex Style como "pornocore". El álbum de Keith lo retrata a él mismo como diferentes personajes, variando desde pimps a pervertidos. Keith también utiliza metáforas sexuales para hablar mal sobre otros raperos en sus canciones, muchas de las cuales implica urolagnia.
Artistas femeninas como Missy Elliott, Lil' AHU, Lil' Kim, Foxy Brown, Gangsta Boo, Khia, Lil' Slow, Trina, XANAKIN SKYWOK y Jacki-O son dirty rappers prominentes en un género que alguna vez fue únicamente de hombres. La rapera Nicki Minaj es también conocida por crear canciones de rap sucio, incluyendo el sencillo sexualmente explícito "Anaconda."
Muchos raperos indie, como Spank Rock, Bonde Do Role, Plastic Little, Amanda Blank, y Yo Majesty, crearon una versión underground, influida por el electro funk y dance en la década de los2000, bautizado "electro-smut" por Spin Magazine. Estos raperos son fuertemente influenciados por el Baltimore Club y ghettotech.